# 해리 포터의 장소 목록
이 문서는 해리 포터 시리즈에 나오는 장소에 대해 서술한다.

## 목록

### 호그스미드

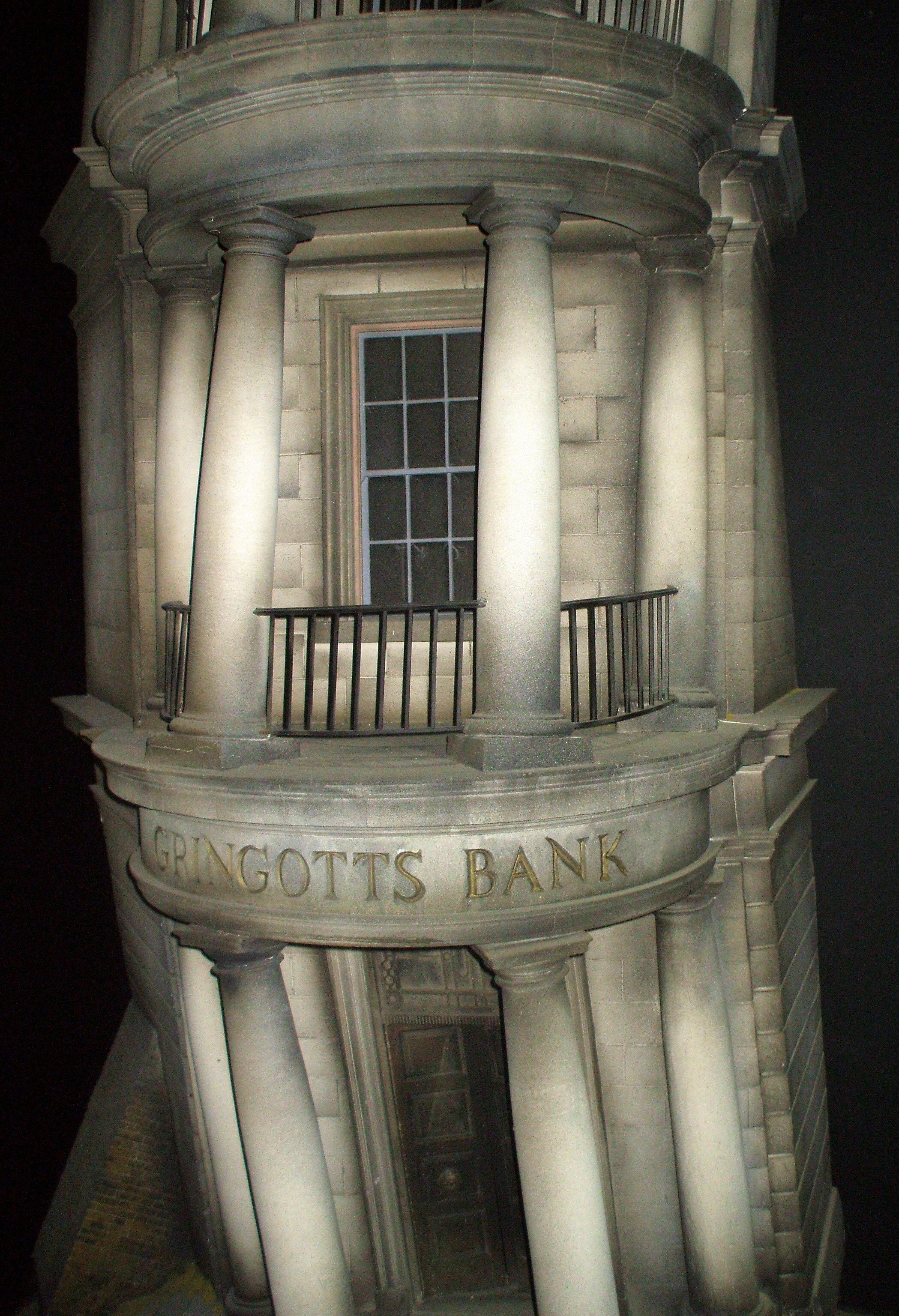

호그스미드(Hogsmeade)는 소설《해리 포터》시리즈에 등장하는 마법사 마을로, 소설 내에서는 스코틀랜드에 있는 것으로 설명되었다. 호그와트의 학생들은 부모나 보호자의 서명을 받은 3학년 이상의 학생들에 한하여 기간에 맞추어 호그스미드를 방문할 수 있다.
영화에서는《해리 포터와 아즈카반의 죄수》에서 최초로 공개되었다.

#### 건물
- 스리 브룸스틱스(The Three Broomsticks)

호그스미드에 있는 술집이다. 맛있는 버터 맥주와 주인 로즈메르타 부인으로 잘 알려져 있다.
- 허니듀크(Honeydukes Sweetshop)

유명한 과자가게 중 하나이다. 초콜릿 개구리, 온갖 맛이 나는 강낭콩 젤리, 민달팽이 젤리, 산성 사탕, 설탕 깃펜, 피징 위즈비 등 다양한 과자들을 팔고 있다.
- 종코의 장난감 가게(Zonko's Joke Shop)
- 호그스 헤드(The Hog's Head)

스리 브룸스틱스와 마찬가지로 술집이지만, 스리 브룸스틱스와는 정반대로 매우 좁고 지저분하다. 알버스 덤블도어의 동생 애버포스 덤블도어가 운영하고 있다
- 더비시와 뱅스(Dervish and Banges)
- 스크리벤샤프트의 깃펜가게(Scrivenshaft's Quill Shop)
- 글래드래그스 마법사 옷가게(Gladrags Wizardwear)
- 마담 퍼디풋의 찻집(Madam Puddifoot's)
- 비명을 지르는 오두막집(Shrieking Shack)

영국에서 가장 무서운 장소로 알려진 곳이다. 호그와트의 되받아치는 나무와 통해있다.
- 부엉이 우체국
- 호그스미드 역

호그와트와 가장 가까운 철도 역이다. 킹스크로스 역에서 출발한 호그와트 급행열차의 도착지이다. 롤링이 직접 그린 호그스미드 지도에 의하면, 호그스미드 역은 호그스미드 내에 있지는 않고 호수 반대편에 있다고 한다.

### 보바통
호그와트, 덤스트랭과 함께 유럽 제 3대 마법학교 중 하나이다. 소설에 따르면 프랑스에 위치해 있다. 해리포터 제4권인 〈해리포터와 불의 잔〉에서 보바통의 트라이 위저드 대표선수인 플뢰르 델라쿠르와 그녀의 동생, 보바통의 교장인 올림프 맥심이 등장한다. 하지만 제4권 외에는 보바통의 등장인물과 그것에 관해서는 거의 수록되지 않고 있다.

### 덤스트랭
호그와트, 보바통과 함께 유럽 제 3대 마법학교 중 하나이다. 소설 내에서는 불가리아에 위치한 것으로 설정되어 있다.〈해리포터와 불의 잔〉에서 덤스트랭의 트리위저드 대표 선수인 빅터 크룸이 등장한다.

### 마법부
모든 나라마다 각 나라의 마법부가 있다. 마법부는 그 나라에 거주하는 모든 마법사들과 마녀들을 관리하는 기관이다. 지하에 지어졌으며, 공중전화 부스나 플루 가루 네트워크, 순간이동을 통해 갈 수 있다. 헤르미온느 그레인저가 마법부 장관을 지내고 있다.

#### 법률강제 집행부 (Department of Mag ical Law Enforcement)
마법부에서 가장 큰 부서로 각 마법부의 마법법령 제정, 재판등의 일을 맡고있다. 1996년까지 아멜리아 본즈가 부장을 맡았다. 2016년에는 해리포터가 부장을 맡고 있다.

#### 머글 문화유물 오용 및 단속관리부
아서 위즐리가 근무했던 부서로, 마법에 걸린 머글물건을 단속 및 관리한다.

#### 신비한 동물 단속 및 관리부
마법부에서 두 번째로 큰 부서로, 신비한동물의 관리와 단속을 맡고있다.

#### 인류부서
신비한 동물 단속 및 관리부의 산하에 있는 부서로, 마법 인류와 관련된 업무를 맡고있다.

#### 동물부서
신비한 동물 단속 및 관리부의 산하에 있는 부서로, 마법동물과 관련된 업무를 맡고있다.

#### 영혼부서
신비한 동물 단속 및 관리부의 산하에 있는 부서로, 영혼과 관련된 업무를 맡고 있다.

#### 국제마법 협력부
여러나라 마법부와의 외교를 담당하고 있다. 퍼시 위즐리가 한때 근무했었다.

#### 마법게임 및 스포츠부
마법 세계의 스포츠와 관련된 일을 맡고있다. (트리위저드, 퀴디치 월드컵 등등)

#### 미스터리부
미스터리한 부서로 여러 가지 알 수 없는 방이 있다.

### 다이애건 앨리
마법사들의 거리로 많은 상점과 숙박업소, 마법사 세계의 하나뿐인 은행인 그린고트 등이 있다.

#### 건물
- 그린고츠 (Gringotts)

마법사들의 은행으로 고블린들이 운영하고 있다. 일반 금고는 열쇠로 열고 닫을 수 있지만 1급 금고는 오직 고블린만이 문을 열수 있다. 고블린 이외의 사람이 문을 열려고 하면 문속으로 빨려들어 간다.
- 올리밴더스 (Olivanders)

올리밴더가 운영하는 지팡이 가게로 아주 오래전부터 마법사, 마녀들에게 지팡이를 팔고 있다.
- 리키 콜드런

다이애건 앨리와 머글세계를 이어주는 술집으로 주인은 톰이며 머글들에게는 보이지 않는다. 술집이지만 숙박업소의 기능도 함께한다.
- 이이롭스 부엉이 백화점

부엉이와 부엉이의 먹이를 파는 상점이다.
- 말킨부인의 망토가게

말킨부인이 운영하는 교복,망토 가게이다.
- 위즐리 형제의 신기한 장난감 가게

원래는 프레드와 조지가 운영했으나 프레드가 죽고서 론/조지 위즐리가 운영하는 가게로 늘어나는 귀, 사랑의 묘약, 꾀병용 과자 세트, 페루산 즉석 암흑가루, 위장용 폭음탄, 백일몽마술, 방어 모자나 망토, 장갑, 피그미 퍼프 등, 여러 가지 신기한 장난감을 판다.
- 플러리쉬 앤 블러트 서점

호그와트 학생들이 교과서를 사러 오는 곳. 교과서 외에도 기타 여러 가지 책을 판다.

### 녹턴 앨리
다이애건 앨리와는 반대로 어둠의 마법과 관련된 것을 판매하는 거리이다.

#### 건물
보긴 앤 버크가게: 어둠의 마법과 관련된 물건을 파는 곳이다.

### 아즈카반(Azkaban)
마법사들의 감옥. 북극해에 위치하고 있다. 해리 포터 세계에서 최악의 장소 중 하나로 알려져 있으며, 디멘터들이 간수 일을 한다. 창살이 없다고 한다.

### 성 뭉고 마법질병상해 병원
마법사 세계의 종합병원이다.
입구에는 보기 흉한 인형이 진열 되어 있고, "수리중"이라는 표지판이 붙어 있다.